# Acciona Energía

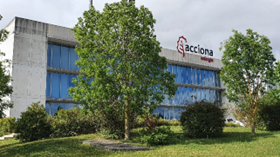
Unternehmenssitz in Madrid

Acciona Energia ist ein spanisches Unternehmen der Energiewirtschaft, das sich auf erneuerbare Energietechnik spezialisiert hat und deren Planung, Bau und Verwaltung vorantreibt. Es ist ein eigenständiger, börsengelisteter Bereich der Acciona-Gruppe.

## Geschichte
Das Unternehmen wurde am 12. Juni 2008 in Madrid als Tochterunternehmen der Acciona Gruppe gegründet. Am 1. Juli 2021 ging das Unternehmen an die Börse und ist seither an den vier spanischen Börsen handelbar.

## Eigentumsverhältnisse
Zum Jahresabschluss 2023 hält Acciona weiterhin 83,27 % der Anteile. Der Rest befindet sich im Streubesitz.